# Thieffrain
Thieffrain – miejscowość i gmina we Francji, w regionie Grand Est, w departamencie Aube.
Według danych na rok 1990 gminę zamieszkiwało 141 osób, a gęstość zaludnienia wynosiła 19 osób/km².

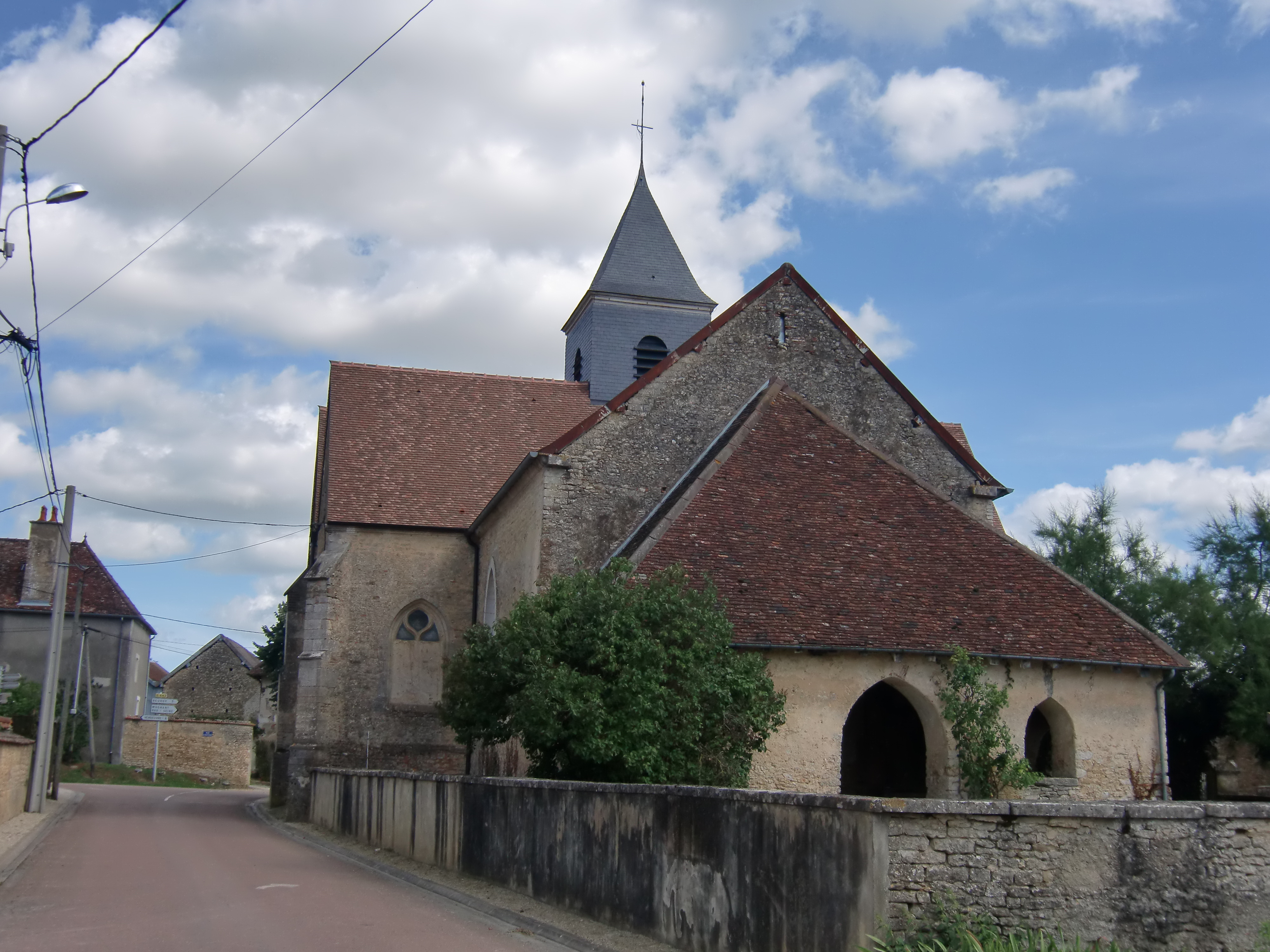
Kościół w Thieffrain, 2010